# صالح الرومي
صالح عبد الوهاب حسين الرومي مواليد دولة الكويت ، نائب سابق شارك في انتخابات مجلس الامة الكويتي في فصله التشريعي الثاني عام 1967 عن الدائرة الثالثة (الشويخ) وجاء بالمركز الخامس وحصل علي (671) صوت ونجح بالانتخابات.